# Soul Militia

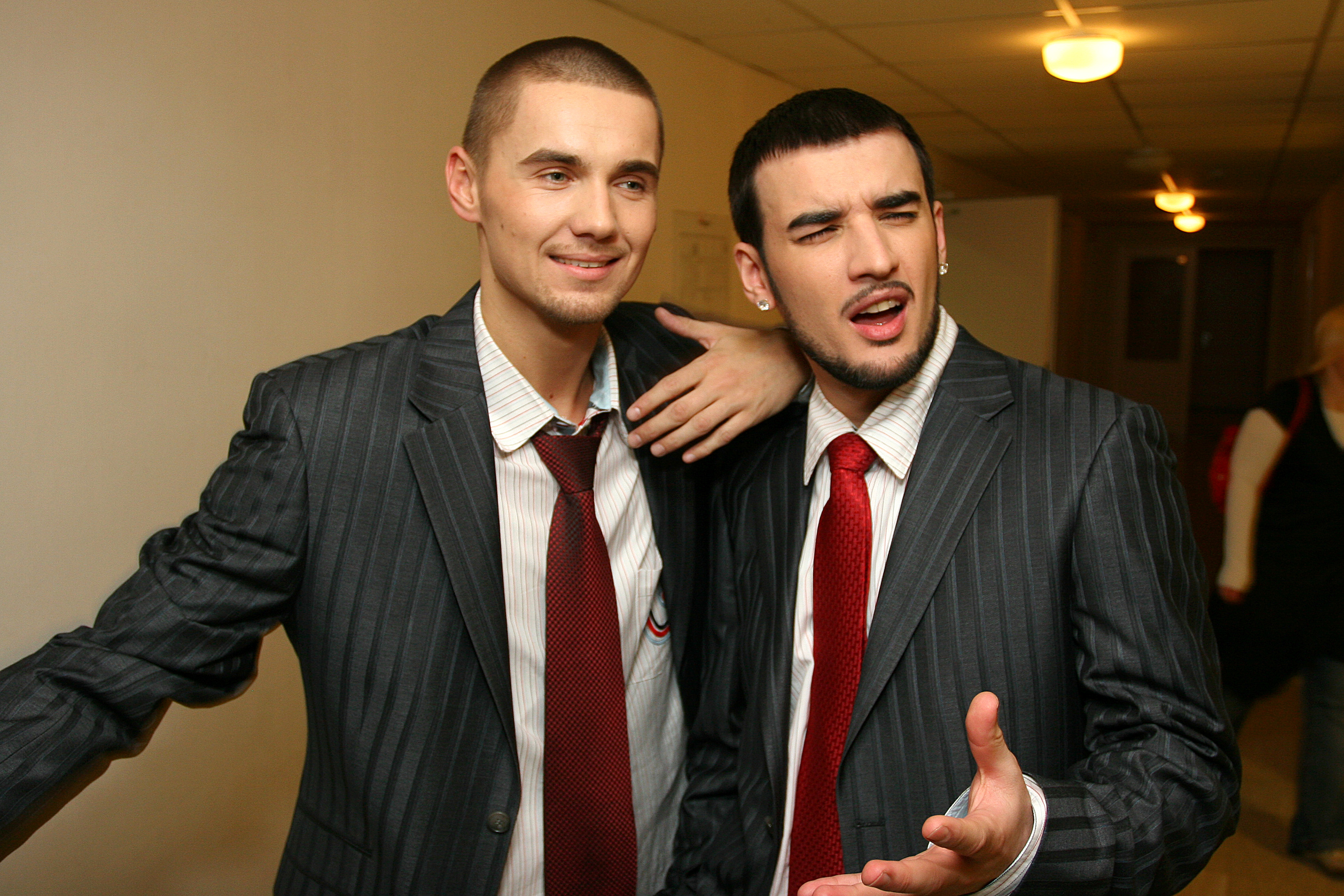
Soul Militia (2007)

Soul Militia este un grup estonian de hip-hop, cunoscut până în 2002 ca 2XL.  Împreună cu Tanel Padar și Dave Benton au câștigat concursul muzical Eurovision 2001.